# Instrument de percuție
| · Talgere · |

Un instrument de percuție (din lat. percussio lovitură sau percussus bătaie ritmică) este un obiect care produce un sunet în urma unei lovituri. 
Instrumentele de percuție pot fi membranofone (cu o membrană, de exemplu tobă) sau idiofone (fără membrane, de exemplu clopot). 
Unele instrumente de percuție au un ton definit (timpan), altele au un ton difuz (de exemplu, tobă). Instrumentele cu un ton definit sunt acordate prin tensionarea membranei (pentru membranofone) sau prin forma și mărimea obiectului lovit (pentru idiofone). Instrumentele cu un ton difuz sunt folosite în principal în scopuri ritmice.
Instrumentele de percuție pot fi activate cu mâna sau cu baghete (bețe). 
Spre deosebire de instrumentele cu coarde sau de suflat, pentru care oscilația (coardei sau a coloanei de aer, respectiv) este uni-dimensională, în cazul instrumentelor de percuție vibrația este a unei suprafețe (membrane) sau a unui volum (în cazul instrumentelor idiofone). Din acest motiv, pentru instrumentele cu un ton definit, frecvențele armonicelor produse pentru fiecare sunet nu sunt multipli ai frecvenței fundamentale.